# Ratkovac (Serbia)
Ratkovac (cyr. Ратковац) – wieś w Serbii, w okręgu kolubarskim, w gminie Lajkovac. W 2011 roku liczyła 309 mieszkańców.